# Pont del Remei (Vic)
El Pont del Remei és un pont sobre el riu Mèder. És una obra de Vic (Osona) inclosa a l'Inventari del Patrimoni Arquitectònic de Catalunya.

## Descripció
Pont de 5 arcs tot i que inicialment en tenia 7,és tot de pedra i té tallamars. Passa per sobre del riu Meder.

## Història
Va aixecar-se després que Jaume I autoritzà desviar l'antic camí de Vic a Barcelona al 1274. Va aixacar-se a partir de 1325. En fe la carretera d'Avinyó se li mutilaren dues arcades. A l'exterm sud hi tenia un oratori dedicat a la Mare de Déu del Remei, que va demolir-se al fer-se el convent de Francisacns de l Remei molt proper al lloc. (A.PLADEVALL)